# マイク・マッカーシー
マイク・マッカーシー（Mike McCarthy、1981年11月27日 - ）は、アイルランドの元ラグビーユニオン選手。

## プロフィール
- イングランド・ロンドン出身[1]。
- 現役時代のポジションはロック(LO)。
- 身長 195cm、体重 115kg
- アイルランド代表通算キャップ数は19でラグビーワールドカップ2015のアイルランド代表に選ばれた[2]。

## 略歴
ロンドン・ワスプス、コナート、ニューカッスル・ファルコンズ、コナートを経て、2013年、レンスターに加入。 
2017年、RCナルボンヌに加入予定だったが、怪我のため現役を引退した。